# Государственная граница. На дальнем пограничье
«Государственная граница. На дальнем пограничье» — советский двухсерийный цветной телевизионный художественный фильм, поставленный на киностудии «Беларусьфильм» в 1988 году режиссёром Геннадием Ивановым. Восьмой фильм телевизионного сериала «Государственная граница».
По заказу Гостелерадио СССР.
Премьера фильма в СССР состоялась 28 мая 1989 года.

## Сюжет
Вторая половина 1980-х годов. Иностранные спецслужбы создают на территории СССР шпионские сети. На одной из южных застав пограничники обезвреживают агента западной разведки и вступают в бой с вражеской диверсионной группой.

## В главных ролях
- Андрей Алёшин — Валерий Павлович Белов, капитан пограничных войск, сын Павла Белова
- Наталья Лапина — Татьяна Горонова, прапорщик пограничных войск, бывшая жена Александра Лобадюка
- Игорь Слободской — Азиз/Пападаки/Муса Нури, диверсант
- Сергей Мартынов — Александр Евгеньевич Лобадюк, инженер-электронщик, завербованный агент иностранной разведки, бывший муж Татьяны Гороновой

## В ролях
- Виктор Корешков — Гордеев, полковник
- Александр Михайличенко — Шипов, полковник
- Мирча Соцки-Войническу — Тагир, полковник
- Сергей Десницкий — Блейк
- Александр Хачатрян — Джавад,майор
- Алексей Колесник — Терещенко, замполит,старший лейтенант
- Вадим Уколов — Лебедев, прапорщик
- Виктор Костромин — Сапожников
- Леонид Евтифьев — Луконин, полковник КГБ
- Виктор Гоголев — генерал ЦРУ
- Тарас Кирейко — Орлов, рядовой
- Игорь Бирюков — Горобец, ефрейтор
- Катрин Кохв — Рина, мать Белова

## Съёмочная группа
- Автор сценария — Олег Смирнов при участии Петра Луцика, Алексея Саморядова
- Режиссёр-постановщик — Геннадий Иванов
- Оператор-постановщик — Игорь Ремишевский
- Художник-постановщик — Вячеслав Кубарев
- Композитор — Эдуард Хагагортян

Южные заставы снимались в Армении на границе с Турцией. Съёмки велись летом 1988 года в гарнизоне и на заставах Октемберянского пограничного отряда с участием офицеров и солдат отряда.